# Internazionali di Tennis Verona 2022
Gli Internazionali di Tennis Verona 2022 sono stati un torneo maschile di tennis professionistico. È stata la 2ª edizione del torneo, facente parte della categoria Challenger 80 nell'ambito dell'ATP Challenger Tour 2022, con un montepremi di 45 730 €. Si è svolto dall'11 al 17 luglio 2022 sui campi in terra rossa dell'Associazione Tennis Verona di Verona, in Italia.

## Partecipanti

### Teste di serie
| Nazionalità | Giocatore        | Ranking* | Testa di serie |
| ----------- | ---------------- | -------- | -------------- |
| Argentina   | Pedro Cachín     | 120      | 1              |
| Slovacchia  | Norbert Gombos   | 124      | 2              |
| Italia      | Gianluca Mager   | 136      | 3              |
| Italia      | Franco Agamenone | 143      | 4              |
| Italia      | Flavio Cobolli   | 145      | 5              |
| Serbia      | Nikola Milojević | 154      | 6              |
| Francia     | Alexandre Müller | 161      | 7              |
| Italia      | Marco Cecchinato | 166      | 8              |

* Ranking al 27 giugno 2022.

### Altri partecipanti
I seguenti giocatori hanno ricevuto una wild card per il tabellone principale:
- Marco Cecchinato
- Bernard Tomić
- Giulio Zeppieri

I seguenti giocatori sono entrati in tabellone come alternate:
- Sebastian Ofner
- Cedrik-Marcel Stebe
- Andrea Vavassori

I seguenti giocatori sono passati dalle qualificazioni:
- Jérôme Kym
- Francesco Maestrelli
- Matteo Gigante
- Raul Brancaccio
- Pedro Boscardin Dias
- Mattia Bellucci

## Campioni

### Singolare
Francesco Maestrelli ha sconfitto in finale  Pedro Cachín con il punteggio di 3–6, 6–3, 6–0.

### Doppio
Luis David Martínez /  Andrea Vavassori hanno sconfitto in finale  Juan Ignacio Galarza /  Tomás Lipovšek Puches con il punteggio di 7–6(4), 3–6, [12–10].